# هوسوکاوا کاتسوموتو
هوسوکاوا کاتسوموتو (به ژاپنی: 細川 勝元 Hosokawa Katsumoto)

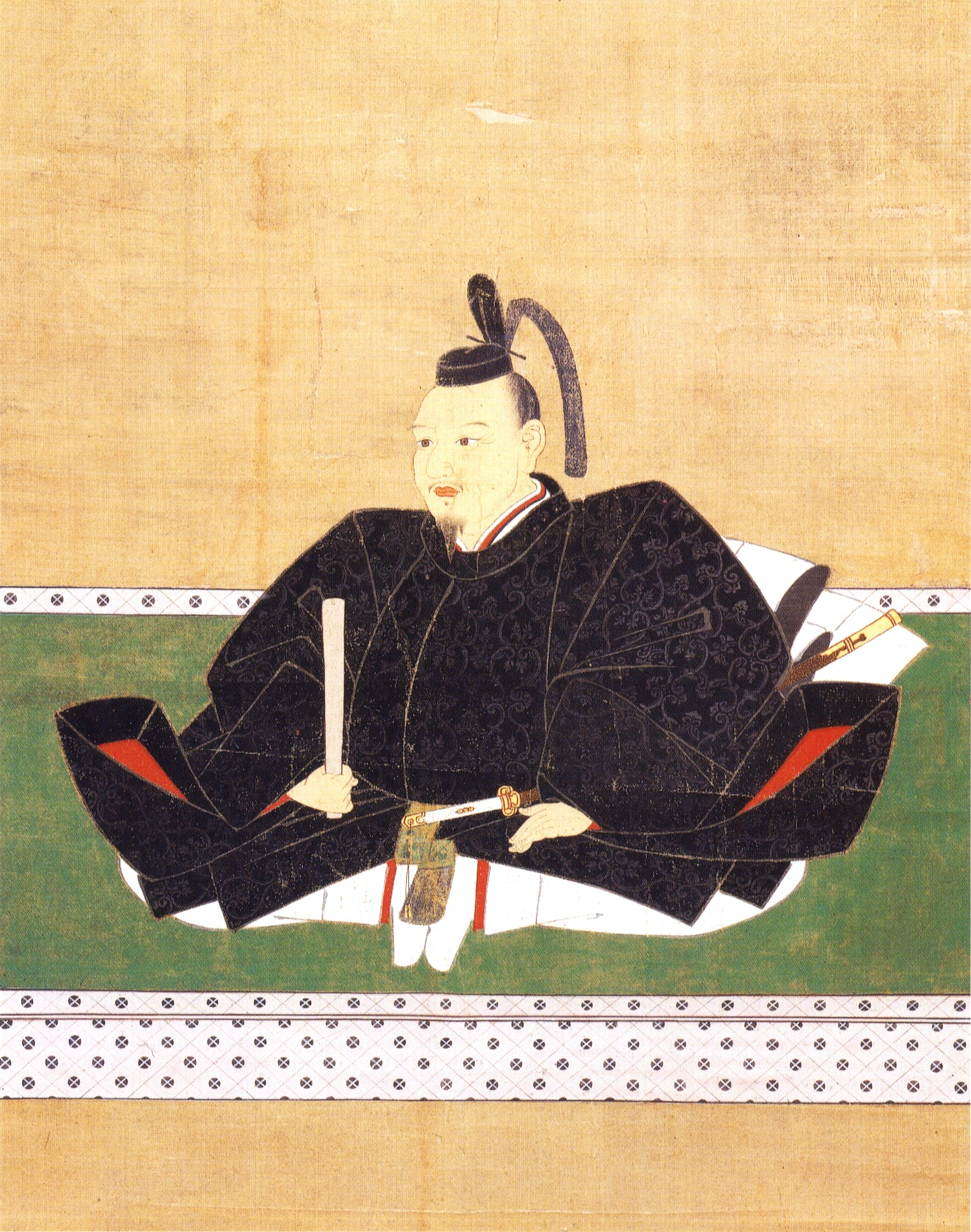
هوسوکاوا کاتسوموتو

(۱۴۳۰-۱۴۷۳) کانری (معاون) هشتمین شوگون در شوگون‌سالاری آشی‌کاگا بنام آشی‌کاگا یوشی‌ماسا در سال‌های (۱۴۴۹-۱۴۴۵) بود. او در جنگ مابین آشی‌کاگا یوشی‌ماسا و برادر کوچکترش آشی‌کاگا یوشی‌می، حامی برادر کوچکتر بود و در جنگ اونین علیه شوگون با یامانا سوزن جنگید. او در میانهٔ جنگ اونین بر اثر بیماری درگذشت.